# アリフレックス 416
アリフレックス 416 (ARRIFLEX 416) はドイツの映像撮影機器製造メーカーであるアーノルド&リヒター（Arri）社が2006年から販売を開始した映画撮影用カメラの系列である。416カメラシリーズはスーパー16フォーマットの撮影用に設計された。416シリーズはいくつかの特徴をアリフレックスの他の35mmフィルムカメラから導入された。416シリーズはArri PLマウント、ベースプレート、マットボックス、フォローフォーカスユニット等のようにいくつかの35mmフィルムカメラの付属品の互換性が確保されている。
416は2008年の映画IvoryやテレビドラマCanterbury's Lawのように映画やテレビドラマの撮影に使用される。

## アリフレックス 416
2006年発売
- スーパー16 フォーマット
- PLレンズマウント
- 45°から180°で可変できるミラーシャッター
- 35スタイルのファインダー
- アリカムやアリフレックス 435 Xtreme、アリフレックス235と同じビデオ補助システムを使用。
- 送り速度: 毎秒1から75フレーム

## アリフレックス 416 プラス
416と同時に発売、仕様は416と同じだが以下を備える
- 集積型付属品電子機器
- 無線式遠隔操作

## アリフレックス 416 Plus HS
2008年4月に発売。仕様は416 プラスと同様で、さらに高速機能をスローモーション撮影の為に備える。
- 送り速度: 毎秒1から150フレーム